# 乳化重合
乳化重合（にゅうかじゅうごう、Emulsion polymerization）は、ラジカル重合の一つで、水等の媒体と、媒体に難溶なモノマーと乳化剤（界面活性剤）を混合し、そこに媒体に溶解可能な重合開始剤（通常ラジカル発生剤）を加えて行う重合法である。
このような乳化重合によって、高分子（ポリマー）粒子が水等の媒体中に分散した、いわゆるエマルション（「エマルジョン」、「ラテックス」ともいう。）が得られる。
通常は、水を媒体とし水に難溶な疎水性のモノマーを重合する方法が一般的であり、得られたエマルションは、O/W型(Oil-in-Water)エマルションと呼ぶこともある。また、水を媒体とし水に難溶な親水性のモノマーを重合する方法（W/W型エマルション）、溶剤（オイル）を媒体とし、溶剤（オイル）に難溶な親水性のモノマーを重合する方法（W/O型エマルション）、溶剤（オイル）を媒体とし、溶剤（オイル）に難溶な疎水性のモノマーを重合する方法（O/O型エマルション）などもある。
乳化重合の特徴は、
1. （ある範囲の条件では）速い速度で高重合度のポリマーが簡単に得られること。分子量としては、数万から数百万に及ぶものまである。
2. 反応液の攪拌が容易で、温度調節が容易であること。これは、生成するポリマーが媒体相（連続相）にほとんど溶解せず、ポリマー粒子として媒体相中に分散し、媒体相が低粘度に保たれるためである。
3. ポリマー粒子の大きさは、一般的には数十nmから数百nmであること。

などが挙げられる。
乳化重合での重合速度は、ラジカルの発生速度が同一の条件下でも、水や乳化剤を加えない場合に比べてはるかに高い場合がある。
そのため、例えばゴムの大量生産に用いられる。一般的に媒体に可溶性の開始剤が用いられることが多いが、O/W型エマルション、つまり溶媒が水の場合の乳化重合においても、塗膜の耐水性を高めるために疎水性の開始剤が用いられることもある。
また、乳化重合に類似する重合方法として、ミニエマルション重合、マイクロエマルション重合、無乳化剤（ソープフリー）乳化重合、懸濁重合などが挙げられる。
得られるラテックスは、そのまま塗料や接着剤としても用いられる。

## 粒子の発生場
以下の3種が提案されている。
- ミセル発生[1][2] - 発生したラジカルがミセル中でモノマーと開始反応を起こしてポリマーを形成する。
- 均相発生[1] - 水相中でラジカルとモノマー分子の成長反応によって生成したオリゴマーラジカルが水相中に溶解していられなくなり、凝集し、乳化剤（界面活性剤）によって覆われる。
- モノマー滴からの発生[1] - モノマー滴中でのラジカルとモノマーの成長反応でポリマーを形成する。

また、生成した粒子が不安定で凝集することも提案されている。

## 重合速度の理論
1945年、Harkinsが乳化重合の際の重合の場がポリマー粒子中であることを発表した。
それを受け、1948年SmithとEwartは乳化重合の動力学を発表した（Smith-Ewartの理論）。
Smith-Ewartの理論
- 乳化重合の重合速度に関して、一粒子あたりの平均ラジカル数（以下、"粒子内平均ラジカル数"または"n"と記す）に関して、以下の３つのCaseがある。Case 1：n<<1。Case 2：n≒0.5。Case 3: n>>1。
- Case 1とCase 3では、乳化重合の速度は、開始剤濃度の1/2乗に比例する[2]。
- Case 2では、乳化重合の速度は、開始剤濃度によらず、粒子数に比例する[2]。
- nが重合中にほぼ一定に保たれる場合に、最終的に生成する粒子数は、開始剤濃度の2/5乗、乳化剤濃度の3/5乗に比例する[2]。

このようなSmith-Ewartの理論は、理想的な乳化重合の理論であり、以降多くの研究者によってSmith-Ewartの理論のズレに関する発表がなされている。
二分子停止が停止反応の主体であり、粒子外での二分子停止反応が粒子内でのそれに比べて無視できる場合で、しかもラジカルの粒子外への脱出が無視できる場合には、ある開始剤濃度以下では、n≒0.5となり、その開始剤濃度以上ではnは開始剤濃度の1/2乗に比例して増加する。ラジカルの粒子外への脱出が激しい場合には、粒子内の平均ラジカル数(n)は開始剤濃度の1/2乗に比例し、n≒0.5である開始剤濃度範囲は狭くなると予測されており、様々な系でこの予測と実験結果との一致が報告されている。